# Лыткино (Смоленская область)
Лыткино — Деревня в Дорогобужском районе Смоленской области России. Входит в состав Алексинского сельского поселения.
Население — 11 жителей (2007 год).
Расположена в центральной части области в 14 км к юго-востоку от Дорогобужа, в 11 км восточнее автодороги Р137 Сафоново — Рославль, на берегу реки Рясна. В 29 км южнее от деревни находится железнодорожная станция Жегловка на линии Смоленск-Сухиничи.

## История
В годы Великой Отечественной войны деревня была оккупирована гитлеровскими войсками в октябре 1941 года, освобождена в сентябре 1943 года.

Известный уроженец села — советский писатель и кинорежиссёр Очкин, Алексей Яковлевич.